# Teide 1

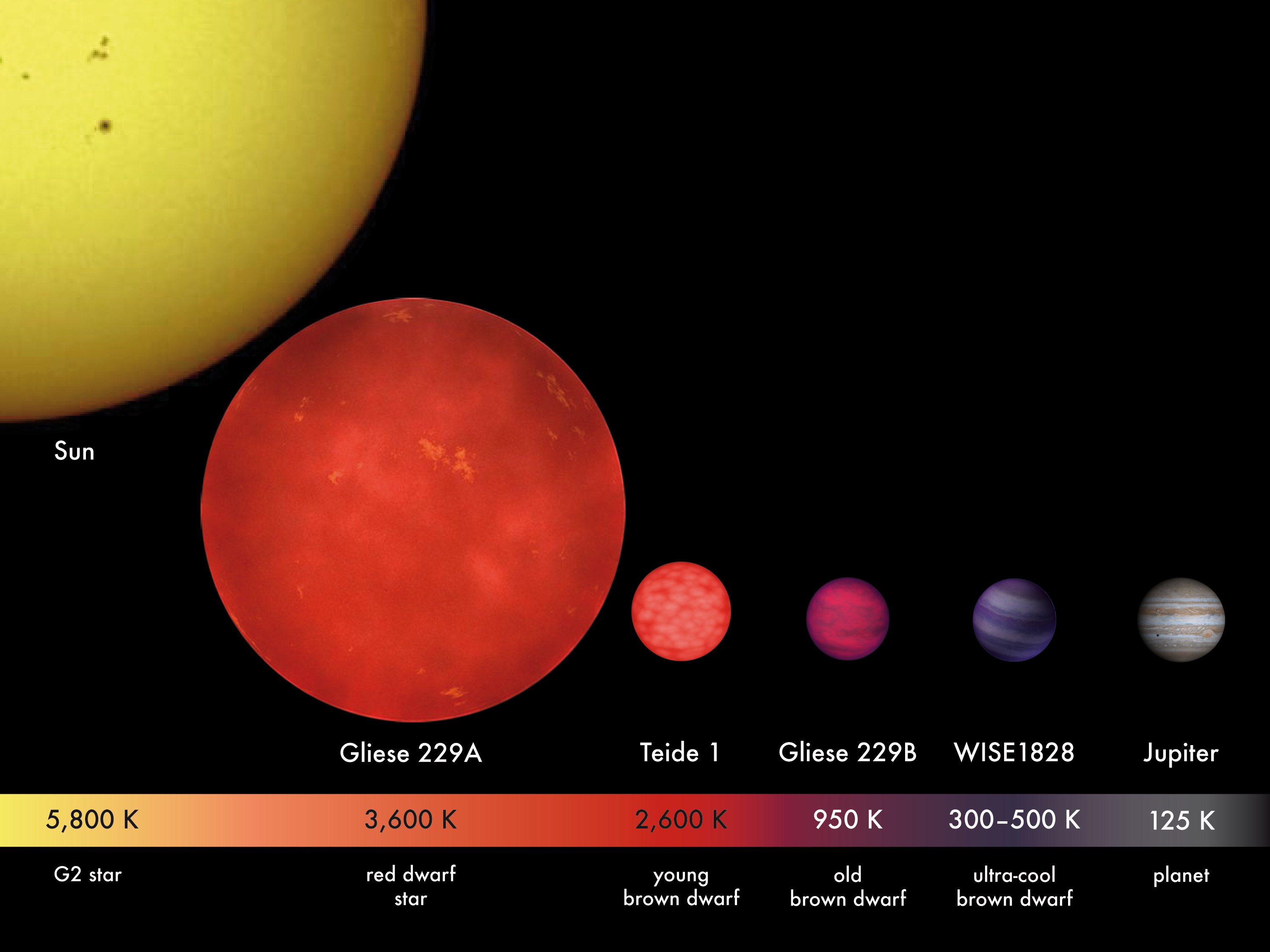
Imagen de MPIA / V. Joergens que compara el tamaño relativo estimado de Júpiter y las enanas marrones WISE 1828+2650, Gliese 229B y Teide 1 en comparación con el Sol y la enana roja Gliese 229A.

Teide 1 fue la primera estrella enana marrón en ser verificada en 1995. Se encuentra localizada en el cúmulo estelar abierto de las Pléyades, ubicado a aproximadamente 400 años luz de la Tierra (120 pársecs).
La magnitud aparente de esta estrella es de 17,76, lo cual hace que solo sea visible a través de grandes telescopios. Si estuviese situada a una distancia de 10 pársecs de nuestro planeta aparentaría ser 70 veces más brillante (con una magnitud absoluta de 12,38) con respecto a los 120 pársecs de distancia que nos separan de él.
Este objeto es más masivo que un planeta (55 ± 15 MJ), pero menos masivo que una estrella (0.052 MSol). El radio de esta enana marrón es similar al del planeta Júpiter, una décima parte del radio del Sol. Su temperatura superficial es 2600 ± 150 K, y su luminosidad es un 0,1% de la de nuestro Sol, lo que se traduce en un tiempo de seis meses para que Teide 1 emita la suma de radiación emitida por el Sol durante cuatro horas. La edad estelar es de solo 120 millones de años (3.8 petasegundos), frente a los 4500 millones de nuestro Sol. 
Esta enana marrón es suficientemente caliente como para fusionar litio en su núcleo, pero no suficientemente caliente para fusionar hidrógeno como lo hace nuestra propia estrella. Es improbable que pueda soportar vida sobre algún potencial planeta, debido a que la enana marrón es muy débil y fría. De hecho, dentro de un billón de años, Teide 1 poseerá temperaturas de al menos 1700 K.